# Марија Драженовић Ђорђевић
Марија Драженовић Ђорђевић (Осијек 10. април 1924 — Београд 6. октобар 1990) је била прва жена пилот Ратног ваздухопловства НОВЈ и Југословенске армије.
Цивилну пилотску школу завршила је у Борову 1939, с непуних 15 година, постала најмлађи пилот у Југославији. Члан СКОЈа је постала 1943. године. Добровољно је ступила у Ратно ваздухопловство 10. новембра 1944. и била је распоређена у 113. ловачки пук у Панчеву. Након допунске обуке била је пилот за везу. Добила је више одликовања и друштвених признања.
Умрла је у Београду 6. октобра 1990. године.